# Fernando Baiano
João Fernando Nelo, més conegut com a Fernando Baiano (nascut a São Paulo, Brasil, el 18 de març del 1979) és un exfutbolista brasiler que jugà de davanter al Celta de Vigo i al Reial Múrcia entre altres equips. Durant la temporada 2008-09 jugà cedit a l'Al-Jazira SC. Posteriorment, rescindí el seu contracte amb el Reial Múrcia i marxà a jugar a l'Al Wahda.